# Hardware-Fehlertoleranz
Hardware-Fehlertoleranz (HFT, engl. Hardware Fault Tolerance) ist eine Kennzahl zur Beschreibung von Systemen mit sicherheitsgerichteter Funktion. Der Begriff wird in der Norm IEC 61508 zur Funktionssicherheit u. a. elektrischer Systeme verwendet.
Eine HFT = N gibt an, dass N + 1 die minimale Anzahl von Fehlern ist, die zu einem Verlust der Sicherheitsfunktion führen können. Ein HFT von 0 bedeutet, dass ein Einzelfehler den Ausfall der Sicherheitsfunktion zur Folge haben kann.
Ein HFT > 0 ist für hohe Sicherheitsanforderungsstufen notwendig und wird oft durch Redundanz erreicht.
Die Hardware-Fehlertoleranz muss bei der Auslegung eines Sicherheitschaltfunktion SIF hinsichtlich des ermittelten Sicherheitsrisikolevel SIL (safty integrity level) betrachtet werden. Eine SIF kann mit einkanaligen Geräten mit einem SIL vom maximal 2 aufgebaut werden, soweit die anderen relevanten Parameter des Schaltkreises in Bezug auf die Wahrscheinlichkeit eines gefährlichen Ausfalls λDU (Rate der unerkannten passiven Fehler; englisch: dangerous undetected), Prüfintervall T1 der SIF und ggf. Berücksichtigung von Fehlern gemeinsamer Ursache β einen ausreichend niedrige Ausfallrate aufweisen. Unterschieden werden zwei Kennzahlen für das Maß von maximal tolerierten Ausfällen je nachdem, wie häufig ein Sicherheitssystem Verwendung findet:
- PFD (durchschnittliche Wahrscheinlichkeit eines Ausfalls bei Anforderung; englisch: Probability of Failure on Demand) für Systeme die höchsten einmal pro Jahr benötigt werden, ≤ demand per year
- PFH (durchschnittliche Wahrscheinlichkeit eines Ausfalls über die Zeit; englisch: Probability of dangerous Failure per Hour, gemessen in FiT = 1*10−9/h).